# Јаворје при Благовици
Јаворје при Благовици (словен. Javorje pri Blagovici) је насељено место у општини Луковица, Средњесловенска регија, Словенија.

## Историја
До територијалне реорганизације у Словенији било је у саставу старе општине Домжале.

## Становништво
У попису становништва из 2011. године, Јаворје при Благовици је имало 27 становника.
| Број становника према пописима | Број становника према пописима | Број становника према пописима |
| ------------------------------ | ------------------------------ | ------------------------------ |
| 1991                           | 2002                           | 2011                           |
| 25                             | 22                             | 27                             |

Напомена: До 1953. исказивано под именом Јаворје.